# Refugi de la Bretxa Peyta
El refugi de la Bretxa Peyta o històric Refugi Besiberri, va ser un refugi d'alta muntanya propietat de la Federació d’Entitats Excursionistes de Catalunya (FEEC), que es trobava situat a 2.760 metres d'altitud, al vessant sud de la bretxa del mateix nom, entre el Besiberri Nord (massís del Besiberri) i la Punta d’Harlé (Serra de Tumeneia), a la capçalera del Barranc de Malavesina (Capçalera de Caldes), pertanyent al municipi de la Vall de Boí, a la comarca de l'Alta Ribagorça, en el límit del Parc Nacional d’Aigüestortes i Estany de Sant Maurici.
Fou el refugi de muntanya més alt a Catalunya i el primer refugi metàl·lic d’emergència que s’aixecà al Pirineu català.
Fou un refugi lliure (no guardat) tipus "bivac", prefabricat, amb estructura de fusta, recobert de planxes d'alumini anoditzat, amb aïllaments tèrmics i acabat interior de fusta, tenia una capacitat de 12 places per a dormir, i s’inaugurà oficialment l'11 de setembre de 1960 per a l’aleshores Comitè Català de Refugis de la Delegació Catalana de la Federació Espanyola de Muntanyisme.
Atès el seu deteriorament i mal estat, fou desmantellat al final de la dècada de 1990. El Comitè Català de Refugis projectà un nou refugi en el mateix emplaçament, però atès que no va aconseguir el permís del Parc Nacional d'Aigüestortes i Estany de Sant Maurici, va optar, el 2001, per instal·lar-ne el Refugi de Bessiberri a la vall de Besiberri prop de l'Estanyet de Bessiberri. Actualment només en resta la base de formigó.